# Gabrielle Berthoud
Gabrielle Berthoud (Grandchamp, Boudry, 15 de junio de 1907-Neuchâtel, 5 de abril de 1987) fue una historiadora suiza.

## Biografía
Realizó sus estudios en el Gimnasio cantonal en un periodo donde pocas jóvenes seguían esos estudios. «Es tal vez en esa época que desarrolla un feminismo amasado de sed de equidad y de defensa de ciertos derechos. Un feminismo preocupado de elevar la mujer sin nunca humillar al hombre».
Estudió literatura en Neuchâtel de 1926 a 1929 donde fue alumna de Arthur Piaget. Juntos escribieron una obra crítica dedicada al libro de los mártires de Jean Crespin publicado en 1564 que recrea a los protestantes que padecieron el martirio por su fe. (resumen de esta labor en la revista de historia de la iglesia de Francia). Obtiene su licenciatura en letras a los 22 años. Durando una estancia en París (1930-1933) conoce a la editora Eugénie Droz y sigue los cursos de Abel Lefranc y de Augustin Renaudet. 
En lo profesional, enseñó latín, francés e historia en la escuela secundaria de Boudry-Cortaillod (1934-1948) así como en la Escuela superior de jóvenes de Neuchâtel (1948-1970). Fue miembro del consejo editorial del Museo de Neuchâtel (1944-1985) y presidenta de la Sociedad de Historia y de Arqueología del Cantón de Neuchâtel (1950-1953). 
Sus numerosas publicaciones (1928-1986) se refieren a la historia de la Reforma protestante, la propaganda religiosa y la Historia del libro. Es especialista de los orígenes de la reforma en los países suizo-francófono, e igualmente reconocida en el dominio de la propaganda religiosa reformada.
La Universidad de Neuchâtel le otorgó el grado de doctor honoris causa en 1980. La revista histórica de Neuchâtel le rindió homenaje publicando un número en su honor en 1982.

## Archivo
Sus archivos, conservados en el Archivo Estatal de Neuchâtel, dan una idea de las investigaciones que ella realizó sobre la Reforma, sobre Juan Calvino y Guillaume Farel, sobre la propaganda religiosa, sobre la historia del libro y sobre el siglo XVI. Contienen varios tipos de documentos: notas laborales, borradores, impresos, correspondencia, fotocopias diversas. El inventario detallado de los archivos está disponible en el portal de archivos de Neuchâtel.

## Publicaciones
- «Le pasteur Antoine Mermet : de Dombresson à Nérac, 1536-1607». Mélanges d'histoire du xvie siècle offerts à Henri Meylan. 1970. pp. 139-152.
- Antoine Marcourt, réformateur et pamphlétaire : du "Livre des marchans" aux Placards de 1534. Ginebra: Librería Droz. 1973. 330 págs.
- Bible et foi réformée dans le Pays de Neuchâtel, 1530-1980 : exposition organisée par la ville de Neuchâtel et l'Eglise réformée évangélique du canton de Neuchâtel à l'occasion du 450e anniversaire de la Réformation neuchâteloise : Neuchâtel, Bibliothèque de la Ville, 1er octobre - 7 décembre 1980 : catalogue. Neuchâtel: Bibliothèque de la Ville. 1980. 93 págs.